# Anthurium argyrostachyum
Anthurium argyrostachyum Sodiro è una pianta della famiglia delle Aracee, diffusa in Colombia ed Ecuador.